# Avanafil

Strukturformel

Avanafil är en PDE5-hämmare som används mot erektil dysfunktion (ED). Det är den aktiva substansen i läkemedlen Spedra och Stendra.
Avanafil verkar på ett liknande sätt som de andra PDE5-hämmarna sildenafil, vardenafil och tadalafil. Avanafil absorberas snabbt och verkar ofta inom 15 minuter. Läkemedlet når vanligtvis full effekt inom 30 till 45 minuter.
Biverkningar uppstår i sällsynta fall, bland annat yrsel, huvudvärk, rodnad i ansiktet och förstoppning. Andra möjliga biverkningar av avanafil inkluderar nästäppa, värmevallningar, ryggsmärta, dimsyn, muntorrhet, muskelspänningar, trötthetssymtom, ökad hjärtfrekvens, svindel, diarré, bröstsmärta, blodblandad urin och högt blodtryck. Bland de mer allvarliga biverkningar som kan uppstå vid användande av detta läkemedel kan svullna ögonlock, tinnitus, plötslig förlust av hörseln, plötslig förlust av synen på ena ögat eller bägge ögonen, samt priapism (en långvarig erektion som varar längre än 4 timmar) nämnas.
Läkemedlet godkändes av den europeiska läkemedelsmyndigheten EMA den 21 juni 2013, och blev därmed den fjärde PDE5-hämmaren att släppas på marknaden.